# 기호

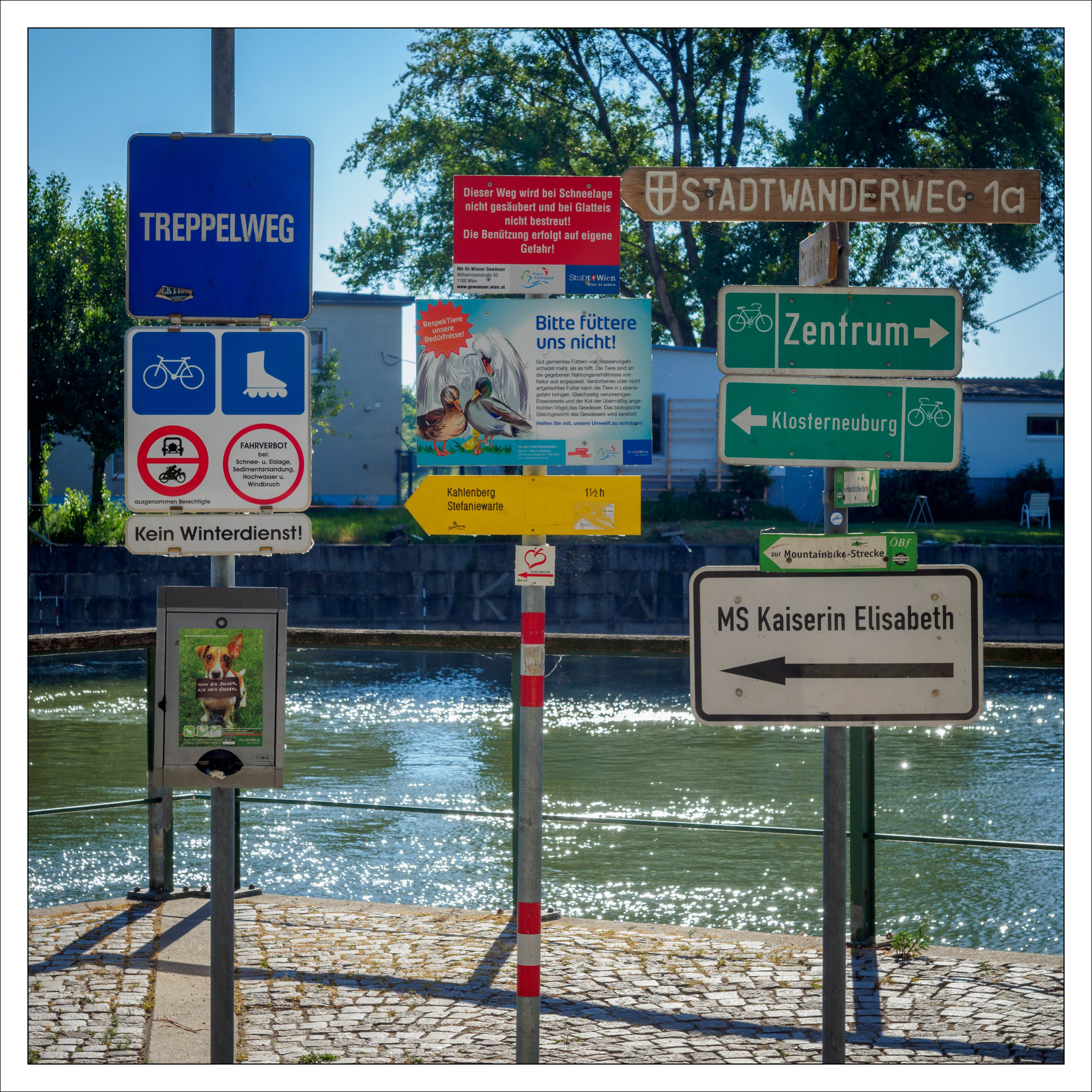

기호(記號)는 어떠한 뜻을 나타내기 위하여 쓰이는 개체를 통틀어 이르는 말이다. 기호는 정보 전달이나 사고·감정·예술 등 정신 행위의 기능을 돕는 매체이다.
좁은 의미로는 문자나 마크 ㄹ등 의미가 붙여진 도형(圖形)을 가리키지만 넓은 의미로는 표현물, 패션이나 다양한 행위 및 그 결과까지도 포함한다. 기호 그 자체는 종이 위의 잉크나 조형된 물체, 공기의 진동 등에 불과하지만 인간이 이들을 어떠한 의미와 연결하여 기호로 성립한다.
19세기 후반부터 20세기에 걸쳐, 인류는 과학이나 기술, 정치·경제, 사상 등의 측면에서 큰 비약을 이루었는데 그 중에서 기호는 중요한 역할을 했다. 특히 자연과학에 있어서는, 자연 현상을 기호화하여 그것을 조작하는 것에 의해 새로운 인식이 깊어져 갔다.
기호는 그것이 나타내는 의미 체계와 일대 일로 대응한다는 점에서 상징과 구별된다.

## 같이 보기
- 기호학
- 상징
- 상징표
- 로고
- 문장 부호
- 글꼴